# 傅思明
傅思明（1519年—？），字遠甫，號竹峰，山東東昌府博平縣（今屬茌平縣）人，軍籍，明朝政治人物。

## 生平
丁酉科（1537年）山東鄉試第五十二名舉人。嘉靖三十五年（1556年）中式丙辰科三甲第一百六十四名進士。都察院观政，嘉靖三十八年（1559年）任山西高平縣知縣 。四十年升兵部主事，四十二年升员外、升四川佥事，四十五年致仕。

## 家族
曾祖傅岩；祖父傅紘；父傅濬，母張氏。兄思恭（通判）、思敬、弟汝梅（舉人）。